# Ремон од Поатјеа
Ремон од Поатјеа (око 1115 - 29. јун 1149) био је владар кнежевине Антиохије од 1136. до 1149. године. Млађи је син Вилијама IX од Аквитаније, учесника крсташког рата 1101. године.

## Долазак на власт
Ремон од Поатјеа у Свету земљу је дошао 1135. године на позив јерусалимског краља Фулка I као муж Констанце, ћерке преминулог Боемунда II. Успео је да уз помоћ патријарха Раула преузме контролу над кнежевином Антиохијом од Алисе, ћерке Балдуина II. Венчање Ремона и Констанце обављено је у цркви Светог Јована 1136. године. Тако је Ремон постао владар Антиохије и то ће остати до своје смрти 1149. године. Деца из овог брака су Боемунд III од Антиохије, Марија Антиохијска и Филипа Антиохијска.

## Владавина
Ремон од Поатјеа је заслужан што кнежевина Антиохија није потпала под византијску власт приликом похода цара Јована Комнина који је сматрао да на њу полаже право још од времена Првог крсташког похода. Након пада грофовије Едесе, Ремон је послао позив у помоћ папи Евгенију III који је организовао Други крсташки рат.
Током крсташког похода, француски краљ Луј VII боравио је у Антиохији код Ремона од Поатјеа на кога је био страшно љубоморан због Ремонове присности са Елеонором Аквитанском, женом краља Луја.

## Смрт
Након повлачења крсташа из Свете земље, Ремон предузима самоубилачки поход на Алепо под Зенгијевим сином Нур ад Дином. Са знатно слабијом војском (око 400 витезова и 1000 пешака) напада Алепо. Турци су га опколили и убили 29. јуна 1149. године (Битка код Инаба). Према речима Виљема од Тира, сами су то скупо платили, пре смрти је Ремон успео да побије много турских војника. Нашли су га закопаног испод мноштва мртвих турских тела.

## Породично стабло
|  |                             |  |  |  |  |  |  |  |  |  |  |  |  |  |  |  |
|  | 2. Вилијам IX од Аквитаније |  |  |  |  |  |  |  |  |  |  |  |  |  |  |  |
|  |                             |  |  |  |  |  |  |  |  |  |  |  |  |  |  |  |
|  |                             |  |  |  |  |  |  |  |  |  |  |  |  |  |  |  |
|  | 1. Ремон од Поатјеа         |  |  |  |  |  |  |  |  |  |  |  |  |  |  |  |
|  |                             |  |  |  |  |  |  |  |  |  |  |  |  |  |  |  |
|  |                             |  |  |  |  |  |  |  |  |  |  |  |  |  |  |  |
|  | 3. Филипа Тулуска           |  |  |  |  |  |  |  |  |  |  |  |  |  |  |  |
|  |                             |  |  |  |  |  |  |  |  |  |  |  |  |  |  |  |
|  |                             |  |  |  |  |  |  |  |  |  |  |  |  |  |  |  |